# Carlo Carcano (musicista)
Carlo Carcano (Como, 17 marzo 1970) è un compositore, arrangiatore e produttore discografico italiano.
Si è formato tra gli altri con Salvatore Sciarrino, Brian Ferneyhough e Gérard Grisey.
Il suo catalogo comprende musica da camera, sinfonica, vocale, teatro musicale, balletto, musica elettronica e canzoni.
Ha composto o curato le musiche di numerosi spettacoli di danza e teatro-danza, collaborando tra gli altri con i coreografi, attori e registi Laura Pulin, Matteo Levaggi, Nicole Piazzon, Luciano Padovani, Thierry Lafont, Matteo Lanfranchi, Effetto Larsen, Andrea Pennacchi.
Nell'ambito della musica pop-rock ha scritto e diretto arrangiamenti per cantanti e gruppi italiani, tra i quali Bluvertigo, Cristina Donà, Morgan, Northpole, Umberto Maria Giardini, Debora Petrina, Baustelle, Santa Margaret, Fabio Cinti, The Zen Circus. Ha partecipato come direttore d'orchestra al Festival di Sanremo nelle edizioni 2001 (per i Bluvertigo), 2002 (per La Sintesi), 2012 (per Iohosemprevoglia), 2013 (per Irene Ghiotto), 2016 (per i Bluvertigo), 2019 (per The Zen Circus) e 2020 per Gabriella Martinelli e Lula.  Come produttore artistico ha lavorato, tra gli altri, con la Piccola Bottega Baltazar, il Circo Abusivo, Thea Crudi, Giorgio Gobbo e Irene Ghiotto.
Nel 2009 è uno dei vocal coach della terza edizione del talent show X Factor, dove assiste Morgan e porta Marco Mengoni alla vittoria.